# Quepano
Quepano (Cuepano, Quepana), pleme američkih Indijanaca porodice Coahuiltecan nastanjeno u kasnom sedamnaestom stoljeću blizu Cerralva na sjeveroistoku meksičke države Nuevo León. Neki od njih u prvoj polovici 18 stoljeća nalaze se i na misiji San Antonio de Valero u Teksasu, nakon čega im se gubi trag.

## Vanjske poveznice
- Quepano Indians[neaktivna poveznica]